# Leptospermum erubescens
Leptospermum erubescens är en myrtenväxtart som beskrevs av Johannes Conrad Schauer. Leptospermum erubescens ingår i släktet Leptospermum och familjen myrtenväxter. Inga underarter finns listade i Catalogue of Life.